# Seneciobium balachowskyi
Seneciobium balachowskyi är en insektsart som beskrevs av Remaudière, G. 1954. Seneciobium balachowskyi ingår i släktet Seneciobium och familjen långrörsbladlöss. Inga underarter finns listade i Catalogue of Life.